# Synagoga Cwi Hirsza Doktorowicza w Lublinie
Synagoga Hirsza Doktorowicza w Lublinie, później zwana Kotlarską – nieistniejąca synagoga, która znajdowała się w Lublinie, w kamienicy przy ulicy Szerokiej 2. 
Synagoga została zbudowana w 1638 roku z inicjatywy i funduszy Cwi Hirsza Doktorowicza, nadwornego faktora króla Polski Władysława IV Wazy. Zezwolenie na budowę otrzymał od króla 16 lipca 1638 roku wraz z przywilejem osobistego nią zawiadywania. Znajdowała się w tylnym korytarzu pierwszego piętra budynku. W jej wnętrzu odbyło się kilka posiedzeń Sejmu Czterech Ziem.
W okresie międzywojennym synagogę przejął cech kotlarzy, który ją przebudował, unowocześnił, a także dobudował galerie dla kobiet. Na ścianie wschodniej znajdował się bogato zdobiony, renesansowo-barokowy Aron ha-kodesz. Synagogę wyróżniały charakterystyczne ławki i dobre oświetlenie.
Podczas II wojny światowej hitlerowcy zdewastowali wnętrze synagogi. Podczas likwidacji getta lubelskiego w 1942 roku, budynek synagogi został wyburzony. Po zakończeniu wojny nie został odbudowany.